# Volta a Turquia 2019
La Volta a Turquia 2019 fou la 55a edició de la Volta a Turquia. La cursa es disputà entre el 16 i el 21 d'abril de 2019, amb un recorregut de 993,4 km distribuïts en sis etapes. La cursa formava part del calendari UCI World Tour 2019.
El vencedor final fou l'austríac Felix Großschartner (Bora-Hansgrohe), que va aconseguir el liderat després de guanyar la cinquena etapa. L'acompanyaren al podi Valerio Conti (UAE Team Emirates) i Merhawi Kudus (Astana Qazaqstan Team).

## Equips participants
| WorldTeams (6)- Astana - Bora-hansgrohe - Lotto Soudal - Deceuninck-Quick Step - Dimension Data - UAE Team Emirates Equips continentals professionals (10)- Burgos-BH - Caja Rural-Seguros RGA - Delko-Marseille Provence - Euskadi Basque Country-Murias - Manzana Postobón - Neri Sottoli-Selle Italia-KTM - Nippo Vini Fantini Faizanè - Rally UHC Cycling - Sport Vlaanderen-Baloise - W52-FC Porto Equip nacional- Turquia |
| |

## Etapes
| Etapa    | Data      | Ciutats d'etapa      | type                    | Distància (km) | Vencedor de l'etapa | Líder de la general |
| -------- | --------- | -------------------- | ----------------------- | -------------- | ------------------- | ------------------- |
| 1a etapa | 16 de abr | Istanbul – Tekirdağ  | etapa accidentada       | 156,7          | Sam Bennett         | Sam Bennett         |
| 2a etapa | 17 de abr | Tekirdağ – Eceabat   | etapa accidentada       | 183,3          | Sam Bennett         | Sam Bennett         |
| 3a etapa | 18 de abr | Çanakkale – Edremit  | etapa accidentada       | 122,6          | Fabio Jakobsen      | Sam Bennett         |
| 4a etapa | 19 de abr | Balıkesir – Bursa    | etapa accidentada       | 194,3          | Caleb Ewan          | Sam Bennett         |
| 5a etapa | 20 de abr | Bursa – Kartepe      | etapa de mitja muntanya | 164,1          | Felix Großschartner | Felix Großschartner |
| 6a etapa | 21 de abr | Adapazarı – Istanbul | etapa accidentada       | 172,4          | Caleb Ewan          | Felix Großschartner |

### Etapa 1
| \| Classificació de l'etapa \| Classificació de l'etapa \| Classificació de l'etapa \| Classificació de l'etapa \| Classificació de l'etapa \| \| Corredor \| Corredor \| Equip \| Temps \| \| \| ------------------------ \| ------------------------ \| ----------------------------- \| ------------------------ \| ------------------------ \| \| 1r \| Sam Bennett \| Bora-Hansgrohe \| 3h 32' 34" \| \| \| 2n \| Fabio Jakobsen \| Deceuninck-Quick Step \| + 0" \| \| \| 3r \| Caleb Ewan \| Lotto-Soudal \| + 0" \| \| \| 4t \| Eduard-Michael Grosu \| Delko Marseille Provence \| + 0" \| \| \| 5è \| Simone Consonni \| UAE Team Emirates \| + 0" \| \| \| 6è \| Luca Pacioni \| Neri Sottoli-Selle Italia-KTM \| + 0" \| \| \| 7è \| Imerio Cima \| Nippo-Vini Fantini-Faizanè \| + 0" \| \| \| 8è \| Christophe Noppe \| Sport Vlaanderen-Baloise \| + 0" \| \| \| 9è \| Giovanni Lonardi \| Nippo-Vini Fantini-Faizanè \| + 0" \| \| \| 10è \| Álvaro Hodeg Chagui \| Deceuninck-Quick Step \| + 0" \| \| |                      |                               |            |
| |                      |                               |            |
| Font: ProCyclingStats |                      |                               |            |
| Classificació de l'etapa |                      |                               |            |
| Corredor | Corredor             | Equip                         | Temps      |
| 1r | Sam Bennett          | Bora-Hansgrohe                | 3h 32' 34" |
| 2n | Fabio Jakobsen       | Deceuninck-Quick Step         | + 0"       |
| 3r | Caleb Ewan           | Lotto-Soudal                  | + 0"       |
| 4t | Eduard-Michael Grosu | Delko Marseille Provence      | + 0"       |
| 5è | Simone Consonni      | UAE Team Emirates             | + 0"       |
| 6è | Luca Pacioni         | Neri Sottoli-Selle Italia-KTM | + 0"       |
| 7è | Imerio Cima          | Nippo-Vini Fantini-Faizanè    | + 0"       |
| 8è | Christophe Noppe     | Sport Vlaanderen-Baloise      | + 0"       |
| 9è | Giovanni Lonardi     | Nippo-Vini Fantini-Faizanè    | + 0"       |
| 10è | Álvaro Hodeg Chagui  | Deceuninck-Quick Step         | + 0"       |

| \| Classificació general \| Classificació general \| Classificació general \| Classificació general \| Classificació general \| \| Corredor \| Corredor \| Equip \| Temps \| \| \| --------------------- \| --------------------- \| ----------------------------- \| --------------------- \| --------------------- \| \| 1r \| Sam Bennett \| Bora-Hansgrohe \| 3h 32' 24" \| \| \| 2n \| Fabio Jakobsen \| Deceuninck-Quick Step \| + 4" \| \| \| 3r \| Caleb Ewan \| Lotto-Soudal \| + 6" \| \| \| 4t \| Lorenzo Fortunato \| Neri Sottoli-Selle Italia-KTM \| + 7" \| \| \| 5è \| Álvaro Robredo \| Burgos-BH \| + 8" \| \| \| 6è \| Lindsay De Vylder \| Sport Vlaanderen-Baloise \| + 9" \| \| \| 7è \| Eduard-Michael Grosu \| Delko Marseille Provence \| + 10" \| \| \| 8è \| Simone Consonni \| UAE Team Emirates \| + 10" \| \| \| 9è \| Luca Pacioni \| Neri Sottoli-Selle Italia-KTM \| + 10" \| \| \| 10è \| Imerio Cima \| Nippo-Vini Fantini-Faizanè \| + 10" \| \| |                      |                               |            |
| |                      |                               |            |
| Font: ProCyclingStats |                      |                               |            |
| Classificació general |                      |                               |            |
| Corredor | Corredor             | Equip                         | Temps      |
| 1r | Sam Bennett          | Bora-Hansgrohe                | 3h 32' 24" |
| 2n | Fabio Jakobsen       | Deceuninck-Quick Step         | + 4"       |
| 3r | Caleb Ewan           | Lotto-Soudal                  | + 6"       |
| 4t | Lorenzo Fortunato    | Neri Sottoli-Selle Italia-KTM | + 7"       |
| 5è | Álvaro Robredo       | Burgos-BH                     | + 8"       |
| 6è | Lindsay De Vylder    | Sport Vlaanderen-Baloise      | + 9"       |
| 7è | Eduard-Michael Grosu | Delko Marseille Provence      | + 10"      |
| 8è | Simone Consonni      | UAE Team Emirates             | + 10"      |
| 9è | Luca Pacioni         | Neri Sottoli-Selle Italia-KTM | + 10"      |
| 10è | Imerio Cima          | Nippo-Vini Fantini-Faizanè    | + 10"      |

### Etapa 2
| \| Classificació de l'etapa \| Classificació de l'etapa \| Classificació de l'etapa \| Classificació de l'etapa \| Classificació de l'etapa \| \| Corredor \| Corredor \| Equip \| Temps \| \| \| ------------------------ \| -------------------------- \| ----------------------------- \| ------------------------ \| ------------------------ \| \| 1r \| Sam Bennett \| Bora-Hansgrohe \| 4h 41' 48" \| \| \| 2n \| Felix Großschartner \| Bora-Hansgrohe \| + 0" \| \| \| 3r \| Jhonatan Restrepo Valencia \| Manzana Postobón \| + 0" \| \| \| 4t \| Gonzalo Serrano Rodríguez \| Caja Rural-Seguros RGA \| + 0" \| \| \| 5è \| Jan Polanc \| UAE Team Emirates \| + 0" \| \| \| 6è \| Mauro Finetto \| Delko Marseille Provence \| + 0" \| \| \| 7è \| Valerio Conti \| UAE Team Emirates \| + 0" \| \| \| 8è \| Edgar Pinto \| W52-FC Porto \| + 3" \| \| \| 9è \| Sebastian Schönberger \| Neri Sottoli-Selle Italia-KTM \| + 4" \| \| \| 10è \| Cyril Barthe \| Euskadi Basque Country-Murias \| + 4" \| \| |                            |                               |            |
| |                            |                               |            |
| Font: ProCyclingStats |                            |                               |            |
| Classificació de l'etapa |                            |                               |            |
| Corredor | Corredor                   | Equip                         | Temps      |
| 1r | Sam Bennett                | Bora-Hansgrohe                | 4h 41' 48" |
| 2n | Felix Großschartner        | Bora-Hansgrohe                | + 0"       |
| 3r | Jhonatan Restrepo Valencia | Manzana Postobón              | + 0"       |
| 4t | Gonzalo Serrano Rodríguez  | Caja Rural-Seguros RGA        | + 0"       |
| 5è | Jan Polanc                 | UAE Team Emirates             | + 0"       |
| 6è | Mauro Finetto              | Delko Marseille Provence      | + 0"       |
| 7è | Valerio Conti              | UAE Team Emirates             | + 0"       |
| 8è | Edgar Pinto                | W52-FC Porto                  | + 3"       |
| 9è | Sebastian Schönberger      | Neri Sottoli-Selle Italia-KTM | + 4"       |
| 10è | Cyril Barthe               | Euskadi Basque Country-Murias | + 4"       |

| \| Classificació general \| Classificació general \| Classificació general \| Classificació general \| Classificació general \| \| Corredor \| Corredor \| Equip \| Temps \| \| \| --------------------- \| -------------------------- \| ----------------------------- \| --------------------- \| --------------------- \| \| 1r \| Sam Bennett \| Bora-Hansgrohe \| 8h 14' 02" \| \| \| 2n \| Felix Großschartner \| Bora-Hansgrohe \| + 14" \| \| \| 3r \| Jhonatan Restrepo Valencia \| Manzana Postobón \| + 16" \| \| \| 4t \| Jan Polanc \| UAE Team Emirates \| + 20" \| \| \| 5è \| Valerio Conti \| UAE Team Emirates \| + 20" \| \| \| 6è \| Mauro Finetto \| Delko Marseille Provence \| + 20" \| \| \| 7è \| Gonzalo Serrano Rodríguez \| Caja Rural-Seguros RGA \| + 20" \| \| \| 8è \| Edgar Pinto \| W52-FC Porto \| + 23" \| \| \| 9è \| Christophe Noppe \| Sport Vlaanderen-Baloise \| + 24" \| \| \| 10è \| Cyril Barthe \| Euskadi Basque Country-Murias \| + 24" \| \| |                            |                               |            |
| |                            |                               |            |
| Font: ProCyclingStats |                            |                               |            |
| Classificació general |                            |                               |            |
| Corredor | Corredor                   | Equip                         | Temps      |
| 1r | Sam Bennett                | Bora-Hansgrohe                | 8h 14' 02" |
| 2n | Felix Großschartner        | Bora-Hansgrohe                | + 14"      |
| 3r | Jhonatan Restrepo Valencia | Manzana Postobón              | + 16"      |
| 4t | Jan Polanc                 | UAE Team Emirates             | + 20"      |
| 5è | Valerio Conti              | UAE Team Emirates             | + 20"      |
| 6è | Mauro Finetto              | Delko Marseille Provence      | + 20"      |
| 7è | Gonzalo Serrano Rodríguez  | Caja Rural-Seguros RGA        | + 20"      |
| 8è | Edgar Pinto                | W52-FC Porto                  | + 23"      |
| 9è | Christophe Noppe           | Sport Vlaanderen-Baloise      | + 24"      |
| 10è | Cyril Barthe               | Euskadi Basque Country-Murias | + 24"      |

### Etapa 3
| \| Classificació de l'etapa \| Classificació de l'etapa \| Classificació de l'etapa \| Classificació de l'etapa \| Classificació de l'etapa \| \| Corredor \| Corredor \| Equip \| Temps \| \| \| ------------------------ \| ------------------------ \| ----------------------------- \| ------------------------ \| ------------------------ \| \| 1r \| Fabio Jakobsen \| Deceuninck-Quick Step \| 2h 50' 12" \| \| \| 2n \| Sam Bennett \| Bora-Hansgrohe \| + 0" \| \| \| 3r \| Mark Cavendish \| Dimension Data \| + 0" \| \| \| 4t \| Caleb Ewan \| Lotto-Soudal \| + 0" \| \| \| 5è \| Christophe Noppe \| Sport Vlaanderen-Baloise \| + 0" \| \| \| 6è \| Matteo Malucelli \| Caja Rural-Seguros RGA \| + 0" \| \| \| 7è \| Matthew Gibson \| Burgos-BH \| + 0" \| \| \| 8è \| Luca Pacioni \| Neri Sottoli-Selle Italia-KTM \| + 0" \| \| \| 9è \| Jordan Parra \| Manzana Postobón \| + 0" \| \| \| 10è \| Ievgueni Guiditx \| Astana \| + 0" \| \| |                  |                               |            |
| |                  |                               |            |
| Font: ProCyclingStats |                  |                               |            |
| Classificació de l'etapa |                  |                               |            |
| Corredor | Corredor         | Equip                         | Temps      |
| 1r | Fabio Jakobsen   | Deceuninck-Quick Step         | 2h 50' 12" |
| 2n | Sam Bennett      | Bora-Hansgrohe                | + 0"       |
| 3r | Mark Cavendish   | Dimension Data                | + 0"       |
| 4t | Caleb Ewan       | Lotto-Soudal                  | + 0"       |
| 5è | Christophe Noppe | Sport Vlaanderen-Baloise      | + 0"       |
| 6è | Matteo Malucelli | Caja Rural-Seguros RGA        | + 0"       |
| 7è | Matthew Gibson   | Burgos-BH                     | + 0"       |
| 8è | Luca Pacioni     | Neri Sottoli-Selle Italia-KTM | + 0"       |
| 9è | Jordan Parra     | Manzana Postobón              | + 0"       |
| 10è | Ievgueni Guiditx | Astana                        | + 0"       |

| \| Classificació general \| Classificació general \| Classificació general \| Classificació general \| Classificació general \| \| Corredor \| Corredor \| Equip \| Temps \| \| \| --------------------- \| -------------------------- \| ------------------------ \| --------------------- \| --------------------- \| \| 1r \| Sam Bennett \| Bora-Hansgrohe \| 11h 04' 08" \| \| \| 2n \| Felix Großschartner \| Bora-Hansgrohe \| + 20" \| \| \| 3r \| Jhonatan Restrepo Valencia \| Manzana Postobón \| + 22" \| \| \| 4t \| Jan Polanc \| UAE Team Emirates \| + 26" \| \| \| 5è \| Gonzalo Serrano Rodríguez \| Caja Rural-Seguros RGA \| + 26" \| \| \| 6è \| Valerio Conti \| UAE Team Emirates \| + 26" \| \| \| 7è \| Mauro Finetto \| Delko Marseille Provence \| + 26" \| \| \| 8è \| Edgar Pinto \| W52-FC Porto \| + 29" \| \| \| 9è \| Christophe Noppe \| Sport Vlaanderen-Baloise \| + 30" \| \| \| 10è \| Merhawi Kudus \| Astana \| + 30" \| \| |                            |                          |             |
| |                            |                          |             |
| Font: ProCyclingStats |                            |                          |             |
| Classificació general |                            |                          |             |
| Corredor | Corredor                   | Equip                    | Temps       |
| 1r | Sam Bennett                | Bora-Hansgrohe           | 11h 04' 08" |
| 2n | Felix Großschartner        | Bora-Hansgrohe           | + 20"       |
| 3r | Jhonatan Restrepo Valencia | Manzana Postobón         | + 22"       |
| 4t | Jan Polanc                 | UAE Team Emirates        | + 26"       |
| 5è | Gonzalo Serrano Rodríguez  | Caja Rural-Seguros RGA   | + 26"       |
| 6è | Valerio Conti              | UAE Team Emirates        | + 26"       |
| 7è | Mauro Finetto              | Delko Marseille Provence | + 26"       |
| 8è | Edgar Pinto                | W52-FC Porto             | + 29"       |
| 9è | Christophe Noppe           | Sport Vlaanderen-Baloise | + 30"       |
| 10è | Merhawi Kudus              | Astana                   | + 30"       |

### Etapa 4
| \| Classificació de l'etapa \| Classificació de l'etapa \| Classificació de l'etapa \| Classificació de l'etapa \| Classificació de l'etapa \| \| Corredor \| Corredor \| Equip \| Temps \| \| \| ------------------------ \| -------------------------- \| ----------------------------- \| ------------------------ \| ------------------------ \| \| 1r \| Caleb Ewan \| Lotto-Soudal \| 5h 21' 38" \| \| \| 2n \| Juan José Lobato del Valle \| Nippo-Vini Fantini-Faizanè \| + 0" \| \| \| 3r \| Sam Bennett \| Bora-Hansgrohe \| + 0" \| \| \| 4t \| Simone Consonni \| UAE Team Emirates \| + 0" \| \| \| 5è \| Fabio Jakobsen \| Deceuninck-Quick Step \| + 0" \| \| \| 6è \| Sebastián Molano Benavides \| UAE Team Emirates \| + 0" \| \| \| 7è \| Jon Aberasturi Izaga \| Caja Rural-Seguros RGA \| + 0" \| \| \| 8è \| Enrique Sanz Unzué \| Euskadi Basque Country-Murias \| + 0" \| \| \| 9è \| Giovanni Lonardi \| Nippo-Vini Fantini-Faizanè \| + 0" \| \| \| 10è \| Gonzalo Serrano Rodríguez \| Caja Rural-Seguros RGA \| + 0" \| \| |                            |                               |            |
| |                            |                               |            |
| Font: ProCyclingStats |                            |                               |            |
| Classificació de l'etapa |                            |                               |            |
| Corredor | Corredor                   | Equip                         | Temps      |
| 1r | Caleb Ewan                 | Lotto-Soudal                  | 5h 21' 38" |
| 2n | Juan José Lobato del Valle | Nippo-Vini Fantini-Faizanè    | + 0"       |
| 3r | Sam Bennett                | Bora-Hansgrohe                | + 0"       |
| 4t | Simone Consonni            | UAE Team Emirates             | + 0"       |
| 5è | Fabio Jakobsen             | Deceuninck-Quick Step         | + 0"       |
| 6è | Sebastián Molano Benavides | UAE Team Emirates             | + 0"       |
| 7è | Jon Aberasturi Izaga       | Caja Rural-Seguros RGA        | + 0"       |
| 8è | Enrique Sanz Unzué         | Euskadi Basque Country-Murias | + 0"       |
| 9è | Giovanni Lonardi           | Nippo-Vini Fantini-Faizanè    | + 0"       |
| 10è | Gonzalo Serrano Rodríguez  | Caja Rural-Seguros RGA        | + 0"       |

| \| Classificació general \| Classificació general \| Classificació general \| Classificació general \| Classificació general \| \| Corredor \| Corredor \| Equip \| Temps \| \| \| --------------------- \| -------------------------- \| ----------------------------- \| --------------------- \| --------------------- \| \| 1r \| Sam Bennett \| Bora-Hansgrohe \| 16h 25' 42" \| \| \| 2n \| Felix Großschartner \| Bora-Hansgrohe \| + 24" \| \| \| 3r \| Jhonatan Restrepo Valencia \| Manzana Postobón \| + 26" \| \| \| 4t \| Jan Polanc \| UAE Team Emirates \| + 30" \| \| \| 5è \| Gonzalo Serrano Rodríguez \| Caja Rural-Seguros RGA \| + 30" \| \| \| 6è \| Valerio Conti \| UAE Team Emirates \| + 30" \| \| \| 7è \| Mauro Finetto \| Delko Marseille Provence \| + 30" \| \| \| 8è \| Edgar Pinto \| W52-FC Porto \| + 33" \| \| \| 9è \| Christophe Noppe \| Sport Vlaanderen-Baloise \| + 34" \| \| \| 10è \| Sebastian Schönberger \| Neri Sottoli-Selle Italia-KTM \| + 34" \| \| |                            |                               |             |
| |                            |                               |             |
| Font: ProCyclingStats |                            |                               |             |
| Classificació general |                            |                               |             |
| Corredor | Corredor                   | Equip                         | Temps       |
| 1r | Sam Bennett                | Bora-Hansgrohe                | 16h 25' 42" |
| 2n | Felix Großschartner        | Bora-Hansgrohe                | + 24"       |
| 3r | Jhonatan Restrepo Valencia | Manzana Postobón              | + 26"       |
| 4t | Jan Polanc                 | UAE Team Emirates             | + 30"       |
| 5è | Gonzalo Serrano Rodríguez  | Caja Rural-Seguros RGA        | + 30"       |
| 6è | Valerio Conti              | UAE Team Emirates             | + 30"       |
| 7è | Mauro Finetto              | Delko Marseille Provence      | + 30"       |
| 8è | Edgar Pinto                | W52-FC Porto                  | + 33"       |
| 9è | Christophe Noppe           | Sport Vlaanderen-Baloise      | + 34"       |
| 10è | Sebastian Schönberger      | Neri Sottoli-Selle Italia-KTM | + 34"       |

### Etapa 5
| \| Classificació de l'etapa \| Classificació de l'etapa \| Classificació de l'etapa \| Classificació de l'etapa \| Classificació de l'etapa \| \| Corredor \| Corredor \| Equip \| Temps \| \| \| ------------------------ \| ------------------------ \| ----------------------------- \| ------------------------ \| ------------------------ \| \| 1r \| Felix Großschartner \| Bora-Hansgrohe \| 4h 17' 13" \| \| \| 2n \| Valerio Conti \| UAE Team Emirates \| + 9" \| \| \| 3r \| Merhawi Kudus \| Astana \| + 9" \| \| \| 4t \| Remco Evenepoel \| Deceuninck-Quick Step \| + 16" \| \| \| 5è \| Edgar Pinto \| W52-FC Porto \| + 40" \| \| \| 6è \| Jan Polanc \| UAE Team Emirates \| + 51" \| \| \| 7è \| Kyle Murphy \| Rally UHC Cycling \| + 58" \| \| \| 8è \| Mauro Finetto \| Delko Marseille Provence \| + 1' 03" \| \| \| 9è \| Etienne van Empel \| Neri Sottoli-Selle Italia-KTM \| + 1' 08" \| \| \| 10è \| Rob Britton \| Rally UHC Cycling \| + 1' 08" \| \| |                     |                               |            |
| |                     |                               |            |
| Font: ProCyclingStats |                     |                               |            |
| Classificació de l'etapa |                     |                               |            |
| Corredor | Corredor            | Equip                         | Temps      |
| 1r | Felix Großschartner | Bora-Hansgrohe                | 4h 17' 13" |
| 2n | Valerio Conti       | UAE Team Emirates             | + 9"       |
| 3r | Merhawi Kudus       | Astana                        | + 9"       |
| 4t | Remco Evenepoel     | Deceuninck-Quick Step         | + 16"      |
| 5è | Edgar Pinto         | W52-FC Porto                  | + 40"      |
| 6è | Jan Polanc          | UAE Team Emirates             | + 51"      |
| 7è | Kyle Murphy         | Rally UHC Cycling             | + 58"      |
| 8è | Mauro Finetto       | Delko Marseille Provence      | + 1' 03"   |
| 9è | Etienne van Empel   | Neri Sottoli-Selle Italia-KTM | + 1' 08"   |
| 10è | Rob Britton         | Rally UHC Cycling             | + 1' 08"   |

| \| Classificació general \| Classificació general \| Classificació general \| Classificació general \| Classificació general \| \| Corredor \| Corredor \| Equip \| Temps \| \| \| --------------------- \| -------------------------- \| ------------------------ \| --------------------- \| --------------------- \| \| 1r \| Felix Großschartner \| Bora-Hansgrohe \| 20h 43' 09" \| \| \| 2n \| Valerio Conti \| UAE Team Emirates \| + 19" \| \| \| 3r \| Merhawi Kudus \| Astana \| + 25" \| \| \| 4t \| Remco Evenepoel \| Deceuninck-Quick Step \| + 41" \| \| \| 5è \| Edgar Pinto \| W52-FC Porto \| + 59" \| \| \| 6è \| Jan Polanc \| UAE Team Emirates \| + 1' 07" \| \| \| 7è \| Mauro Finetto \| Delko Marseille Provence \| + 1' 19" \| \| \| 8è \| Jhonatan Restrepo Valencia \| Manzana Postobón \| + 1' 26" \| \| \| 9è \| Gonzalo Serrano Rodríguez \| Caja Rural-Seguros RGA \| + 1' 29" \| \| \| 10è \| Kyle Murphy \| Rally UHC Cycling \| + 1' 30" \| \| |                            |                          |             |
| |                            |                          |             |
| Font: ProCyclingStats |                            |                          |             |
| Classificació general |                            |                          |             |
| Corredor | Corredor                   | Equip                    | Temps       |
| 1r | Felix Großschartner        | Bora-Hansgrohe           | 20h 43' 09" |
| 2n | Valerio Conti              | UAE Team Emirates        | + 19"       |
| 3r | Merhawi Kudus              | Astana                   | + 25"       |
| 4t | Remco Evenepoel            | Deceuninck-Quick Step    | + 41"       |
| 5è | Edgar Pinto                | W52-FC Porto             | + 59"       |
| 6è | Jan Polanc                 | UAE Team Emirates        | + 1' 07"    |
| 7è | Mauro Finetto              | Delko Marseille Provence | + 1' 19"    |
| 8è | Jhonatan Restrepo Valencia | Manzana Postobón         | + 1' 26"    |
| 9è | Gonzalo Serrano Rodríguez  | Caja Rural-Seguros RGA   | + 1' 29"    |
| 10è | Kyle Murphy                | Rally UHC Cycling        | + 1' 30"    |

### Etapa 6
| \| Classificació de l'etapa \| Classificació de l'etapa \| Classificació de l'etapa \| Classificació de l'etapa \| Classificació de l'etapa \| \| Corredor \| Corredor \| Equip \| Temps \| \| \| ------------------------ \| ------------------------ \| ----------------------------- \| ------------------------ \| ------------------------ \| \| 1r \| Caleb Ewan \| Lotto-Soudal \| 4h 10' 41" \| \| \| 2n \| Fabio Jakobsen \| Deceuninck-Quick Step \| + 0" \| \| \| 3r \| Sam Bennett \| Bora-Hansgrohe \| + 4" \| \| \| 4t \| Simone Consonni \| UAE Team Emirates \| + 4" \| \| \| 5è \| Jon Aberasturi Izaga \| Caja Rural-Seguros RGA \| + 8" \| \| \| 6è \| Enrique Sanz Unzué \| Euskadi Basque Country-Murias \| + 8" \| \| \| 7è \| Christophe Noppe \| Sport Vlaanderen-Baloise \| + 8" \| \| \| 8è \| Felix Großschartner \| Bora-Hansgrohe \| + 8" \| \| \| 9è \| Imerio Cima \| Nippo-Vini Fantini-Faizanè \| + 8" \| \| \| 10è \| Eduard-Michael Grosu \| Delko Marseille Provence \| + 8" \| \| |                      |                               |            |
| |                      |                               |            |
| Font: ProCyclingStats |                      |                               |            |
| Classificació de l'etapa |                      |                               |            |
| Corredor | Corredor             | Equip                         | Temps      |
| 1r | Caleb Ewan           | Lotto-Soudal                  | 4h 10' 41" |
| 2n | Fabio Jakobsen       | Deceuninck-Quick Step         | + 0"       |
| 3r | Sam Bennett          | Bora-Hansgrohe                | + 4"       |
| 4t | Simone Consonni      | UAE Team Emirates             | + 4"       |
| 5è | Jon Aberasturi Izaga | Caja Rural-Seguros RGA        | + 8"       |
| 6è | Enrique Sanz Unzué   | Euskadi Basque Country-Murias | + 8"       |
| 7è | Christophe Noppe     | Sport Vlaanderen-Baloise      | + 8"       |
| 8è | Felix Großschartner  | Bora-Hansgrohe                | + 8"       |
| 9è | Imerio Cima          | Nippo-Vini Fantini-Faizanè    | + 8"       |
| 10è | Eduard-Michael Grosu | Delko Marseille Provence      | + 8"       |

## Classificacions finals

### Classificació general
| \| Classificació general \| Classificació general \| Classificació general \| Classificació general \| Classificació general \| \| Corredor \| Corredor \| Equip \| Temps \| \| \| --------------------- \| -------------------------- \| ------------------------ \| --------------------- \| --------------------- \| \| 1r \| Felix Großschartner \| Bora-Hansgrohe \| 24h 53' 58" \| \| \| 2n \| Valerio Conti \| UAE Team Emirates \| + 19" \| \| \| 3r \| Merhawi Kudus \| Astana \| + 25" \| \| \| 4t \| Remco Evenepoel \| Deceuninck-Quick Step \| + 53" \| \| \| 5è \| Edgar Pinto \| W52-FC Porto \| + 59" \| \| \| 6è \| Jan Polanc \| UAE Team Emirates \| + 1' 12" \| \| \| 7è \| Jhonatan Restrepo Valencia \| Manzana Postobón \| + 1' 26" \| \| \| 8è \| Gonzalo Serrano Rodríguez \| Caja Rural-Seguros RGA \| + 1' 29" \| \| \| 9è \| Mauro Finetto \| Delko Marseille Provence \| + 1' 31" \| \| \| 10è \| Kyle Murphy \| Rally UHC Cycling \| + 1' 42" \| \| |                            |                          |             |
| |                            |                          |             |
| Font: ProCyclingStats |                            |                          |             |
| Classificació general |                            |                          |             |
| Corredor | Corredor                   | Equip                    | Temps       |
| 1r | Felix Großschartner        | Bora-Hansgrohe           | 24h 53' 58" |
| 2n | Valerio Conti              | UAE Team Emirates        | + 19"       |
| 3r | Merhawi Kudus              | Astana                   | + 25"       |
| 4t | Remco Evenepoel            | Deceuninck-Quick Step    | + 53"       |
| 5è | Edgar Pinto                | W52-FC Porto             | + 59"       |
| 6è | Jan Polanc                 | UAE Team Emirates        | + 1' 12"    |
| 7è | Jhonatan Restrepo Valencia | Manzana Postobón         | + 1' 26"    |
| 8è | Gonzalo Serrano Rodríguez  | Caja Rural-Seguros RGA   | + 1' 29"    |
| 9è | Mauro Finetto              | Delko Marseille Provence | + 1' 31"    |
| 10è | Kyle Murphy                | Rally UHC Cycling        | + 1' 42"    |

### Classificacions secundàries
| Classificació de la muntanya | Classificació de la muntanya | Classificació de la muntanya  | Classificació de la muntanya | Classificació de la muntanya |
| Corredor                     | Corredor                     | Equip                         | Punts                        |                              |
| ---------------------------- | ---------------------------- | ----------------------------- | ---------------------------- | ---------------------------- |
| 1r                           | Thimo Willems                | Sport Vlaanderen-Baloise      | 16 pts                       |                              |
| 2n                           | Felix Großschartner          | Bora-Hansgrohe                | 15 pts                       |                              |
| 3r                           | Valerio Conti                | UAE Team Emirates             | 13 pts                       |                              |
| 4t                           | Merhawi Kudus                | Astana                        | 8 pts                        |                              |
| 5è                           | Lindsay De Vylder            | Sport Vlaanderen-Baloise      | 5 pts                        |                              |
| 6è                           | Remco Evenepoel              | Deceuninck-Quick Step         | 5 pts                        |                              |
| 7è                           | Lucas De Rossi               | Delko Marseille Provence      | 5 pts                        |                              |
| 8è                           | Mauricio Moreira             | Caja Rural-Seguros RGA        | 4 pts                        |                              |
| 9è                           | Umberto Marengo              | Neri Sottoli-Selle Italia-KTM | 3 pts                        |                              |
| 10è                          | Ramūnas Navardauskas         | Delko Marseille Provence      | 3 pts                        |                              |

| Classificació de la muntanya | Classificació de la muntanya | Classificació de la muntanya  | Classificació de la muntanya | Classificació de la muntanya |
| Corredor                     | Corredor                     | Equip                         | Punts                        |                              |
| ---------------------------- | ---------------------------- | ----------------------------- | ---------------------------- | ---------------------------- |
| 1r                           | Thimo Willems                | Sport Vlaanderen-Baloise      | 16 pts                       |                              |
| 2n                           | Felix Großschartner          | Bora-Hansgrohe                | 15 pts                       |                              |
| 3r                           | Valerio Conti                | UAE Team Emirates             | 13 pts                       |                              |
| 4t                           | Merhawi Kudus                | Astana                        | 8 pts                        |                              |
| 5è                           | Lindsay De Vylder            | Sport Vlaanderen-Baloise      | 5 pts                        |                              |
| 6è                           | Remco Evenepoel              | Deceuninck-Quick Step         | 5 pts                        |                              |
| 7è                           | Lucas De Rossi               | Delko Marseille Provence      | 5 pts                        |                              |
| 8è                           | Mauricio Moreira             | Caja Rural-Seguros RGA        | 4 pts                        |                              |
| 9è                           | Umberto Marengo              | Neri Sottoli-Selle Italia-KTM | 3 pts                        |                              |
| 10è                          | Ramūnas Navardauskas         | Delko Marseille Provence      | 3 pts                        |                              |

| Classificació per punts | Classificació per punts   | Classificació per punts       | Classificació per punts | Classificació per punts |
| Corredor                | Corredor                  | Equip                         | Punts                   |                         |
| ----------------------- | ------------------------- | ----------------------------- | ----------------------- | ----------------------- |
| 1r                      | Sam Bennett               | Bora-Hansgrohe                | 70 pts                  |                         |
| 2n                      | Caleb Ewan                | Lotto-Soudal                  | 55 pts                  |                         |
| 3r                      | Fabio Jakobsen            | Deceuninck-Quick Step         | 54 pts                  |                         |
| 4t                      | Felix Großschartner       | Bora-Hansgrohe                | 40 pts                  |                         |
| 5è                      | Simone Consonni           | UAE Team Emirates             | 40 pts                  |                         |
| 6è                      | Christophe Noppe          | Sport Vlaanderen-Baloise      | 32 pts                  |                         |
| 7è                      | Valerio Conti             | UAE Team Emirates             | 27 pts                  |                         |
| 8è                      | Gonzalo Serrano Rodríguez | Caja Rural-Seguros RGA        | 24 pts                  |                         |
| 9è                      | Jan Polanc                | UAE Team Emirates             | 22 pts                  |                         |
| 10è                     | Enrique Sanz Unzué        | Euskadi Basque Country-Murias | 22 pts                  |                         |

| Classificació per punts | Classificació per punts   | Classificació per punts       | Classificació per punts | Classificació per punts |
| Corredor                | Corredor                  | Equip                         | Punts                   |                         |
| ----------------------- | ------------------------- | ----------------------------- | ----------------------- | ----------------------- |
| 1r                      | Sam Bennett               | Bora-Hansgrohe                | 70 pts                  |                         |
| 2n                      | Caleb Ewan                | Lotto-Soudal                  | 55 pts                  |                         |
| 3r                      | Fabio Jakobsen            | Deceuninck-Quick Step         | 54 pts                  |                         |
| 4t                      | Felix Großschartner       | Bora-Hansgrohe                | 40 pts                  |                         |
| 5è                      | Simone Consonni           | UAE Team Emirates             | 40 pts                  |                         |
| 6è                      | Christophe Noppe          | Sport Vlaanderen-Baloise      | 32 pts                  |                         |
| 7è                      | Valerio Conti             | UAE Team Emirates             | 27 pts                  |                         |
| 8è                      | Gonzalo Serrano Rodríguez | Caja Rural-Seguros RGA        | 24 pts                  |                         |
| 9è                      | Jan Polanc                | UAE Team Emirates             | 22 pts                  |                         |
| 10è                     | Enrique Sanz Unzué        | Euskadi Basque Country-Murias | 22 pts                  |                         |

| Classificació dels esprints | Classificació dels esprints | Classificació dels esprints | Classificació dels esprints | Classificació dels esprints |
| Corredor                    | Corredor                    | Equip                       | Punts                       |                             |
| --------------------------- | --------------------------- | --------------------------- | --------------------------- | --------------------------- |
| 1r                          | Feritcan Şamlı              | Turquia                     | 14 pts                      |                             |
| 2n                          | Lindsay De Vylder           | Sport Vlaanderen-Baloise    | 7 pts                       |                             |
| 3r                          | Ahmet Örken                 | Turquia                     | 5 pts                       |                             |
| 4t                          | Michael Schwarzmann         | Bora-Hansgrohe              | 5 pts                       |                             |
| 5è                          | Roger Kluge                 | Lotto-Soudal                | 5 pts                       |                             |
| 6è                          | Thimo Willems               | Sport Vlaanderen-Baloise    | 5 pts                       |                             |
| 7è                          | Hayato Yoshida              | Nippo-Vini Fantini-Faizanè  | 3 pts                       |                             |
| 8è                          | Lucas De Rossi              | Delko Marseille Provence    | 3 pts                       |                             |
| 9è                          | Robbe Ghys                  | Sport Vlaanderen-Baloise    | 3 pts                       |                             |
| 10è                         | Emerson Oronte              | Rally UHC Cycling           | 2 pts                       |                             |

| Classificació dels esprints | Classificació dels esprints | Classificació dels esprints | Classificació dels esprints | Classificació dels esprints |
| Corredor                    | Corredor                    | Equip                       | Punts                       |                             |
| --------------------------- | --------------------------- | --------------------------- | --------------------------- | --------------------------- |
| 1r                          | Feritcan Şamlı              | Turquia                     | 14 pts                      |                             |
| 2n                          | Lindsay De Vylder           | Sport Vlaanderen-Baloise    | 7 pts                       |                             |
| 3r                          | Ahmet Örken                 | Turquia                     | 5 pts                       |                             |
| 4t                          | Michael Schwarzmann         | Bora-Hansgrohe              | 5 pts                       |                             |
| 5è                          | Roger Kluge                 | Lotto-Soudal                | 5 pts                       |                             |
| 6è                          | Thimo Willems               | Sport Vlaanderen-Baloise    | 5 pts                       |                             |
| 7è                          | Hayato Yoshida              | Nippo-Vini Fantini-Faizanè  | 3 pts                       |                             |
| 8è                          | Lucas De Rossi              | Delko Marseille Provence    | 3 pts                       |                             |
| 9è                          | Robbe Ghys                  | Sport Vlaanderen-Baloise    | 3 pts                       |                             |
| 10è                         | Emerson Oronte              | Rally UHC Cycling           | 2 pts                       |                             |

| Classificació per equips | Classificació per equips      | Classificació per equips | Classificació per equips |
| Equip                    | Equip                         | Temps                    |                          |
| ------------------------ | ----------------------------- | ------------------------ | ------------------------ |
| 1r                       | Manzana Postobón              | 74h 47' 35"              |                          |
| 2n                       | Delko-Marseille Provence      | + 1' 21"                 |                          |
| 3r                       | Astana                        | + 1' 25"                 |                          |
| 4t                       | Neri Sottoli-Selle Italia-KTM | + 2' 07"                 |                          |
| 5è                       | W52-FC Porto                  | + 2' 54"                 |                          |
| 6è                       | Rally UHC Cycling             | + 5' 52"                 |                          |
| 7è                       | Dimension Data                | + 7' 27"                 |                          |
| 8è                       | Bora-hansgrohe                | + 8' 30"                 |                          |
| 9è                       | Deceuninck-Quick Step         | + 8' 35"                 |                          |
| 10è                      | Nippo Vini Fantini Faizanè    | + 10' 49"                |                          |

| Classificació per equips | Classificació per equips      | Classificació per equips | Classificació per equips |
| Equip                    | Equip                         | Temps                    |                          |
| ------------------------ | ----------------------------- | ------------------------ | ------------------------ |
| 1r                       | Manzana Postobón              | 74h 47' 35"              |                          |
| 2n                       | Delko-Marseille Provence      | + 1' 21"                 |                          |
| 3r                       | Astana                        | + 1' 25"                 |                          |
| 4t                       | Neri Sottoli-Selle Italia-KTM | + 2' 07"                 |                          |
| 5è                       | W52-FC Porto                  | + 2' 54"                 |                          |
| 6è                       | Rally UHC Cycling             | + 5' 52"                 |                          |
| 7è                       | Dimension Data                | + 7' 27"                 |                          |
| 8è                       | Bora-hansgrohe                | + 8' 30"                 |                          |
| 9è                       | Deceuninck-Quick Step         | + 8' 35"                 |                          |
| 10è                      | Nippo Vini Fantini Faizanè    | + 10' 49"                |                          |

## Evolució de les classificacions
| Etapa                  | Vencedor               | Classificació general | Classificació per punts | Classificació de la muntanya | Classificació dels esprints | Classificació per equips |
| ---------------------- | ---------------------- | --------------------- | ----------------------- | ---------------------------- | --------------------------- | ------------------------ |
| 1                      | Sam Bennett            | Sam Bennett           | Sam Bennett             | Lindsay De Vylder            | Feritcan Şamlı              | Caja Rural-Seguros RGA   |
| 2                      | Sam Bennett            | Sam Bennett           | Sam Bennett             | Thimo Willems                | Feritcan Şamlı              | Bora-Hansgrohe           |
| 3                      | Fabio Jakobsen         | Sam Bennett           | Sam Bennett             | Thimo Willems                | Feritcan Şamlı              | Bora-Hansgrohe           |
| 4                      | Caleb Ewan             | Sam Bennett           | Sam Bennett             | Thimo Willems                | Feritcan Şamlı              | Bora-Hansgrohe           |
| 5                      | Felix Großschartner    | Felix Großschartner   | Sam Bennett             | Felix Großschartner          | Feritcan Şamlı              | Manzana Postobón         |
| 6                      | Caleb Ewan             | Felix Großschartner   | Sam Bennett             | Thimo Willems                | Feritcan Şamlı              | Manzana Postobón         |
| Classificacions finals | Classificacions finals | Felix Großschartner   | Sam Bennett             | Thimo Willems                | Feritcan Şamlı              | Manzana Postobón         |